# Иоанн II (митрополит Киевский)
Митрополи́т Иоа́нн II (в миру Хри́стос Про́дром, греч. Χρῖστος Πρόδρομος; ум. 1089) — митрополит Киевский и всея Руси, святитель.
По происхождению грек из Константинополя, занимал киевскую кафедру в 1078—1089 годах.
В летописи находятся лишь краткие упоминания о некоторых фактах жизни Иоанна II: о погребении им в Киеве князя Ярополка (в 1086 году), об освящении им церкви Выдубицкого монастыря и церкви Пресвятой Богородицы в Киево-Печерском монастыре. Современники называли его «пророком Христовым», летописец от себя называет его «блаженным и добрым» и говорит, что он был муж искусный в книгах и учении, милостивый к убогим и вдовицам, ласковый со всяким — богатым и бедным, смиренный, кроткий, обладавший даром слова, умевший своими святыми беседами утешить печальных, и вообще был такой митрополит, какого на Руси не было прежде, и после не будет.
Он известен двумя посланиями: к папе Клименту и к черноризцу Иакову. Первое послание «Против латинян», сохранившееся во многих списках славянских, греческих и латинских, вызвано обращением антипапы Климента III, желавшего сблизиться с восставшими иерархами. Второе, сохранившееся только в славянских рукописях, — канонического содержания.